# Каркач, Иван
Иван Каркач, по одной из версий основания города Харькова, изложенной в исторических документах XVIII века — осадчий (осаживающий людей на месте поселения), предводитель группы переселенцев, бежавших в пределы Русского царства и основавших поселение на территории современного города. Историками однозначно не подтверждается существование такой личности. Первым достоверным лицом, связанным с Харьковом, считается Воин Селифонтов.
Среди историков, активно поддерживающих идею существования Ивана Каркача, был харьковский историк Дмитрий Багалей. Ссылаясь на документы XVIII века, например, на «Хроногеографическое описание Харькова 1767 года» или «Описание Слободско-Украинских городов и местечек» он допускал, что первым осадчим, приведшим переселенцев на Харьковское городище между реками Лопань и Харьков, был Иван Каркач. В середине XVIII века данные источники сообщали информацию: «Сколько известно той город Харьков населён в середине прошедшего века призванными с заднепровских и малороссийских городов по привилегиям вольными людьми малороссийского народа для защищения границы от крымских татар набегов и первым осадчим был малороссиянин прозвищем Иван Каркач».
Другие историки (в частности, исследователь Харькова Иван Саратов, харьковский краевед Андрей Парамонов и др.), ссылаясь на документы XVII века, отрицали существование данной исторической личности. Например, не подтверждают существование Ивана Каркача именные списки казаков 1658 года, в котором есть имена Степана и Якова Каркачей, а также «Каркачевская пасека», и отсутствовало имя Иван.
Имя Ивана Каркача упоминается в качестве гипотетического основателя города в ряде путеводителей по городу Харькову, также точка зрения о его существовании присутствует в публицистической литературе, в частности, в публикациях харьковского журналиста Константина Кеворкяна.
Имя Ивана Каркача, несмотря на отсутствие убедительных подтверждений существования данной исторической личности, было увековечено в харьковской топонимике. В Харькове в честь Ивана Каркача названы бульвар, переулок, въезд и проезд.